# Waldfischbach-Burgalben
Waldfischbach-Burgalben là một đô thị thuộc huyện Südwestpfalz, bang Rheinland-Pfalz, Đức. Đô thị này có diện tích km², dân số thời điểm 31 tháng 12 năm 2006 là người. Đô thị này tọa lạc bên rìa tây rừng Palatinate, cự ly khoảng 10 km về phía đông bắc của Pirmasens. Walfischbach-Burgalben is also located near Pulaski Barracks, Kapaun and Vogelweh Air Force Base.
Waldfischbach-Burgalben là thủ phủ của Verbandsgemeinde ("cộng đồng đô thị") Waldfischbach-Burgalben.